# カトウハコベ
カトウハコベ（加藤繁縷、学名：Arenaria katoana ）はナデシコ科ノミノツヅリ属の多年草。高山植物。

## 特徴
小型の多年草。主茎は地を這う。枝は直立し、高さは5-10cmになる。枝の上部節間に縮毛と腺毛がある。葉は薄く、5-10対が無柄で対生し、葉身は卵形から披針形、長さ3-9mm、幅1.5-3mmになり、先端は鋭形で、両面は無毛。
花期は7-8月。花は直径6mmほどで茎先や上部の葉腋に1-3個つく。萼は離生し萼片は5個、裂片は長卵形で長さ3-4mmあり、裂片の先端は鋭尖形。花弁は5個で白色、卵形から長楕円形で長さ5-6mmになり、縁は全縁で基部は細い柄になる。雄蕊は10個で基部は黄色い腺体に囲まれる。雌蕊は3個。果実は蒴果になり、卵形で長さ5mmになり、先端が6浅裂する。種子は腎形で、径0.8-1.0mmになり、微細な乳頭状突起がある。

## 分布と生育環境
日本固有種。北海道の夕張岳、日高山脈、本州の東北地方の早池峰山、至仏山、谷川岳に分布し、高山帯の蛇紋岩の岩地、岩礫地などに生育する。
和名、種小名は、子爵で山草研究家、この種の早池峰山における発見者の加藤泰秋の名にちなむ。

## 保全状況評価
絶滅危惧II類 (VU)（環境省レッドリスト）
2007年8月レッドリスト

## 下位分類
- アポイツメクサ Arenaria katoana Makino var. lanceolata Tatew. -基本種より葉が細く、北海道の夕張岳、アポイ岳に特産する変種。